# Lorraine Bracco
Lorraine Bracco, född 2 oktober 1954 i Bay Ridge i Brooklyn i New York, är en amerikansk skådespelare.
Lorraine Braccos kanske mest kända roll är Dr. Melfi i maffiaserien Sopranos. Detta var dock inte hennes första maffiaroll. I filmen Maffiabröder (1990) spelade hon Henry Hills hustru.

## Filmografi
- 1980 – Fais gaffe à la gaffe!
- 1987 – Galen i Randy
- 1987 – I skuggan av ett brott
- 1989 – Sing
- 1989 – Hjärngänget
- 1990 – Maffiabröder
- 1991 – Talangjägaren
- 1991 – Switch
- 1992 – Medicinmannen
- 1992 – Radio Flyer
- 1992 – Blodröda spår
- 1993 – Iskallt spel (TV-film)
- 1993 – Even Cowgirls Get the Blues
- 1994 – En mänsklig historia
- 1994 – Getting Gotti (TV-film)
- 1995 – På driven i New York
- 1995 – Hackers
- 1996 – Les menteurs
- 1996 – Livlinan (TV-film)
- 1997 – Silent Cradle
- 1998 – Pelham 1-2-3 kapat
- 1999 – Ladies Room
- 1999–2007 – Sopranos (TV-serie) (86 avsnitt)
- 2000 – Custody of the Heart (TV-film)
- 2001 – Tangled
- 2001 – Pojkarna i mitt liv
- 2005 – My Suicidal Sweetheart
- 2005 – Death of a Dynasty
- 2007 – Snowglobe (TV-film)
- 2010–2016 – Rizzoli & Isles (TV-serie) (105 avsnitt; pågående)
- 2025 – Nonnas